# Vecinătate (matematică)

O mulţime V, conţinută în plan, este o vecinătate a unui punct p dacă există un disc în jurul lui p, care este inclus în V.

Un dreptunghi nu este vecinătate pentru niciunul dintre vârfurile sale.

În topologie, noțiunea de vecinătate este esențială în studiul spațiilor topologice.
Conceptul este strâns legat de noțiunea de mulțime deschisă și de interior al unei mulțimi. Pentru un element al unei mulțimi numerice (număr) vecinătatea acelui element (punct) e un interval centrat în jurul respectivului element (punct).

## Definiție
Dacă {\displaystyle \displaystyle X} este un spațiu topologic și {\displaystyle \displaystyle p} este un punct al {\displaystyle \displaystyle X}, o vecinătate a lui {\displaystyle \displaystyle p} este o mulțime {\displaystyle \displaystyle V}, care include cel puțin o mulțime deschisă {\displaystyle \displaystyle U} conținând {\displaystyle \displaystyle p},
{\displaystyle \displaystyle p\in U\subseteq V}.
Aceasta este echivalent și cu {\displaystyle \displaystyle p\in X,} fiind situat în interiorul lui {\displaystyle \displaystyle V}.
Se poate remarca faptul că {\displaystyle \displaystyle V} nu trebuie neapărat să fie o mulțime deschisă.
O mulțime care este o vecinătate a oricăruia din punctele sale este o mulțime deschisă deoarece poate fi exprimată de mulțimi deschise conținând toate punctele sale.
Dacă S este o submulțime a lui X atunci o vecinătate a lui S este o mulțime V care include o mulțime deschisă U care la rându-i să includă pe S.
Rezultă că V este o vecinătate a lui S dacă și numai dacă este o vecinătate a tuturor punctelor din S.
Mai departe, rezultă că V este o vecinătate a lui S dacă și numai dacă S este o submulțime a interiorului lui V.

## Cazul spațiilor metrice

O mulţime S într-un plan şi o vecinătate V uniformă a lui S.

Într-un spațiu metric M = (X, d), o mulțime V este o vecinătate a unui punct p dacă există o bilă de centru p și rază r, astfel încât:
{\displaystyle B_{r}(p)=B(p;r)=\{x\in X\mid d(x,p)<r\}}
este conținută în V.
V este numită vecinătate uniformă a lui S dacă există un număr pozitiv r astfel că pentru orice p din S:
{\displaystyle B_{r}(p)=\{x\in X\mid d(x,p)<r\}}
este conținută în V.

## Exemple
Considerând mulțimea numerelor reale R pe care se definește metrica euclidiană și o submulțime V definită ca:
{\displaystyle V:=\bigcup _{n\in \mathbb {N} }B\left(n\,;\,1/n\right),}
atunci V este o vecinătate a mulțimii N a numerelor naturale, dar nu este o vecinătate uniformă a acestei mulțimi.